# محمد الجوهري
محمد الجوهري هو شاعر، وكاتب مصري وأستاذ في علم الاجتماع ولد بمحافظة القاهرة عام 1939.

## حياته
تخرج من قسم علم الاجتماع في كلية الآداب بجامعة القاهرة عام 1960، وعُيّن معيدًا بالكلية، ثم نال درجة الدكتوراه في علم الفولكلور من جامعة بون بألمانيا الغربية عام 1966. تدرّج في المناصب الأكاديمية فقد عُيّن رئيسًا لقسم علم الاجتماع بكلية آداب جامعة القاهرة، ثم وكيلًا للكلية من عام 1979 وحتى عام 1982، ثم عميدًا لكلية الآداب بجامعة القاهرة ما بين عامي 1982 و1985، ثم نائبًا لرئيس جامعة القاهرة ما بين عامي 1985 و1993، ثم رئيسًا جامعة حلوان من عام 1993 وحتى عام 1997، ثم مديرًا لمركز البحوث والدراسات الاجتماعية بكلية الآداب بجامعة القاهرة من عام 1997 وحتى عام 2003، كما عُيّن عميدًا لمعهد الفنون الشعبية بأكاديمية الفنون بالقاهرة عام 1983.

## مؤلفاته
ألف الجوهري العديد من المؤلفات فيما يختص بعلم الاجتماع والفولكور والتراث الشعبي منها:
- المدخل إلى علم الاجتماع: صدر عام عن الدار الدولية للاستثمارات الثقافية.[1]
- علم الفولكلور - الجزء الأول (الأسس النظرية والمنهجية): صدر عام 1981 عن دار المعارف بالقاهرة.[2]
- علم اجتماع التنمية: صدر عام 1986 عن مجموعة شركة الهلال.[3]
- علم الفولكلور - الجزء الثاني (دراسة المعتقدات الشعبية): صدر عام 1988 عن دار المعرفة الجامعية.[4]

وتعد موسوعة التراث الشعبي العربي التي صدرت عام 2012 عن الهيئة العامة لقصور الثقافة واحدة من أبرز أعماله، وتتألف من ستة كتب هي:
- علم الفولكلور (المفاهيم والنظريات والمناهج)[5]
- العادات والتقاليد الشعبية[6]
- الفنون الشعبية[7]
- الأدب الشعبي[8]
- المعتقدات والمعارف الشعبية[9]
- الثقافة المادية[10]
- التراث المتجدد: دراسات حول مستقبل التراث الشعبي. صدر عام 2022م.[11]

## جوائز وتكريمات
- حاصل على وسام العلوم والفنون من الطبقة الأولى عام 1982م.
- جائزة الدولة التقديرية في العلوم الاجتماعية في مصر عام 1994م.[12]
- جائزة النيل، من المجلس الأعلى للثقافة، 2012.[13]